# Brasserie de Saint-Sylvestre
 (septembre 2022).
Si vous disposez d'ouvrages ou d'articles de référence ou si vous connaissez des sites web de qualité traitant du thème abordé ici, merci de compléter l'article en donnant les références utiles à sa vérifiabilité et en les liant à la section « Notes et références ».
En pratique : Quelles sources sont attendues ? Comment ajouter mes sources ?
La Brasserie de Saint-Sylvestre est une brasserie située à Saint-Sylvestre-Cappel, en Flandre française. En 2019, elle est renommée Brasserie 3 MONTS en référence à son produit-phare. 
Créée en 1920 par Rémy Ricour, elle est à l'origine de la bière 3 Monts créée en 1985 et la Gavroche en 1997.

## Produits

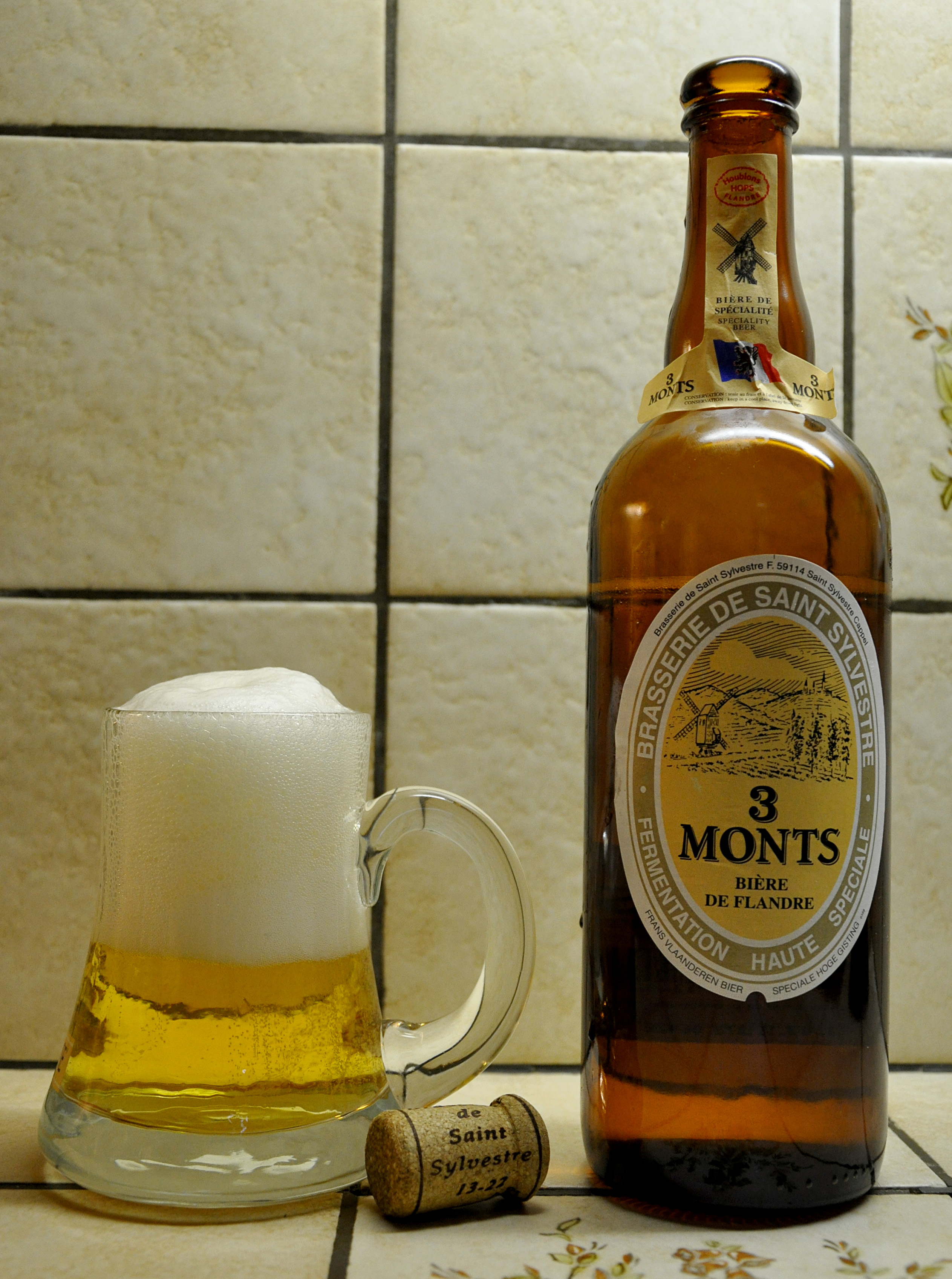
Bouteille de bière Trois Monts

3 Monts est une bière de 8,5 %, traditionnellement appelée bière de Garde. 
Le nom de la bière se réfère à trois monts de cette partie de la Flandre : le Mont des Récollets, le Mont Cassel et le Mont des Cats.

## Histoire
La brasserie 3 Monts a été créée en 1920 par Rémy Ricour, en 1954 c'est Pierre Ricour qui, en sortant de l'école de Brasserie de Nancy va gérer la brasserie. Il va apporter une nouvelle salle de brassage mais également le cerclage avec l'agrafe à la suite de la perte de plusieurs bières qui s'ouvre à cause de la chaleur. C'est en fusionnant une levure d'Angleterre et une levure du Danemark qu'il va apporter la fameuse levure qui fait le goût si particulier de la 3 Monts.
En 1985, les fils de Pierre, François et Serge reprennent à leur tour la brasserie. Ils l'a renomment alors Brasserie de Saint Sylvestre en référence au village Saint-Sylvestre-Cappel dans lequel la bière est brassée.
En 2011, Pierre Marchica devient le directeur de la brasserie. Il est le petit fils de Pierre Ricour et le neveu de François et Serge. En mars 2019, il décide de renommer la Brasserie de Saint Sylvestre en Brasserie 3 Monts, en réf
érence à son produit phare. Les trois monts sont le mont Cassel, le mont des Cats et le mont des Récollets. Les trois entourent la brasserie.

## Les bières 3 Monts
Gamme classique
- 3 Monts blonde (8,5° - 33 cl, 75 cl)
- 3 Monts ambrée (7,5° - 33 cl, 75 cl)
- 3 Monts triple (9,5° - 33 cl, 75 cl)
- 3 Monts saison (6,5° - 33 cl, 75 cl)

Gamme héritage
- 3 Monts céréales (9° - 75 cl)
- 3 Monts houblons (7° - 75 cl)

Gamme éphémères
- 3 Monts hiver (6,5° 75 cl)
- 3 Monts hiver triple  (8,5° 75 cl)

## Distinctions
- 2025 : Médaille d'argent pour l'Houthakker Session IPA au Concours général agricole[3]